# Anereuthinula lyncestidis
Anereuthinula lyncestidis là một loài bướm đêm trong họ Noctuidae.